# Rochefort-en-Terre
Rochefort-en-Terre [ʁɔʃfɔʁ ɑ̃ tɛʁ] je francouzská obec v departementu Morbihan v regionu Bretaň. Ves je známá svým zachovalým středověkým rázem.

## Poloha
Rochefort-en-Terre obklopují obce Pluherlin a Malansac. Přes území obce protéká řeka Gueuzon.

## Vývoj počtu obyvatel
Počet obyvatel

## Historie
Ve 12. století byl na kopci postaven hrad pány de Rochefort. Byl postaven na pětiúhelníkovém půdorysu na místě bývalého galo-románského opevnění. Pod hradem se začala rozvíjet vesnice, jejíž název ve tvaru Rupes castris se poprvé připomíná roku 1260. Ves se stala sídlem kastelána, jehož pravomoci zahrnovaly asi deset okolních farností, na jihu od obcí Limerzel, Questembert, Péaule, Caden až na sever směrem k obcím Pluherlin a Malansac. V březnu 1793 byl hrad dobyt royalisty a zničen. Obec později získala název Rochefort-des-Trois.
V roce 1800 se Rochefort stal chef-lieu kantonu.
Průmyslové aktivity se rozvíjely díky zpracování břidlice, kůží a výroby hřebíků. V roce 1892 obec získala svůj dnešní název Rochefort-en-Terre.

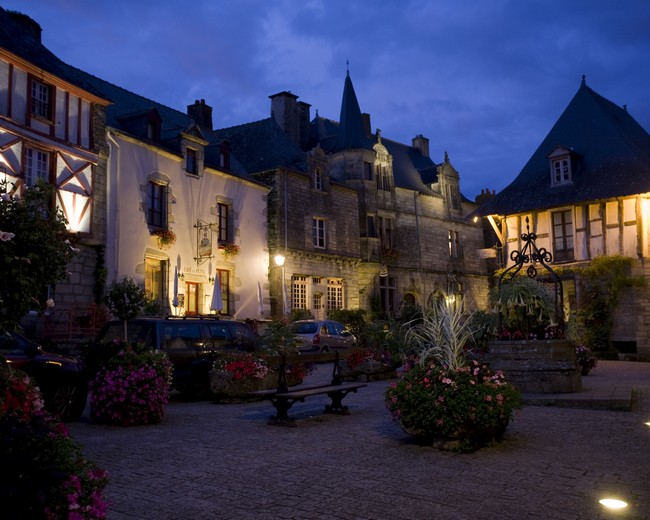
Náměstí po setmění

## Pamětihodnosti
- několik kamenných domů ze 16. a 17. století na hlavní ulici je chráněno jako historická památka
- kostel Notre-Dame-de-la-Tronchaye z 12. století retablem a lektoriem
- kalvárie před kostelem
- château de Rochefort, hrad ze 13. století, zničený během náboženských válek a podruhé v roce 1793. Na počátku 20. století ruiny upravil americký malíř Alfred Klots.
- kašna na náměstí